# ゆきしお (潜水艦)
ゆきしお（ローマ字：JS Yukishio, SS-581、TSS-3605）は、海上自衛隊の潜水艦。ゆうしお型潜水艦の9番艦。艦名は雪の降る中流れる潮の意の雪潮に由来する。

## 艦歴
「ゆきしお」は、中期業務見積りに基づく昭和59年度計画2,200トン型潜水艦8096号艦として、三菱重工業神戸造船所で1985年4月11日に起工され、1987年1月23日に進水、1988年3月11日に就役し、第2潜水隊群第4潜水隊に編入され横須賀に配備された。
1989年9月21日から12月19日までの間、ハワイ派遣訓練に参加。
2006年3月9日、練習潜水艦に種別変更され、艦籍番号がTSS-3605に変更、潜水艦隊直轄第1練習潜水隊に編入され定係港が呉に転籍。
2008年3月7日、除籍。

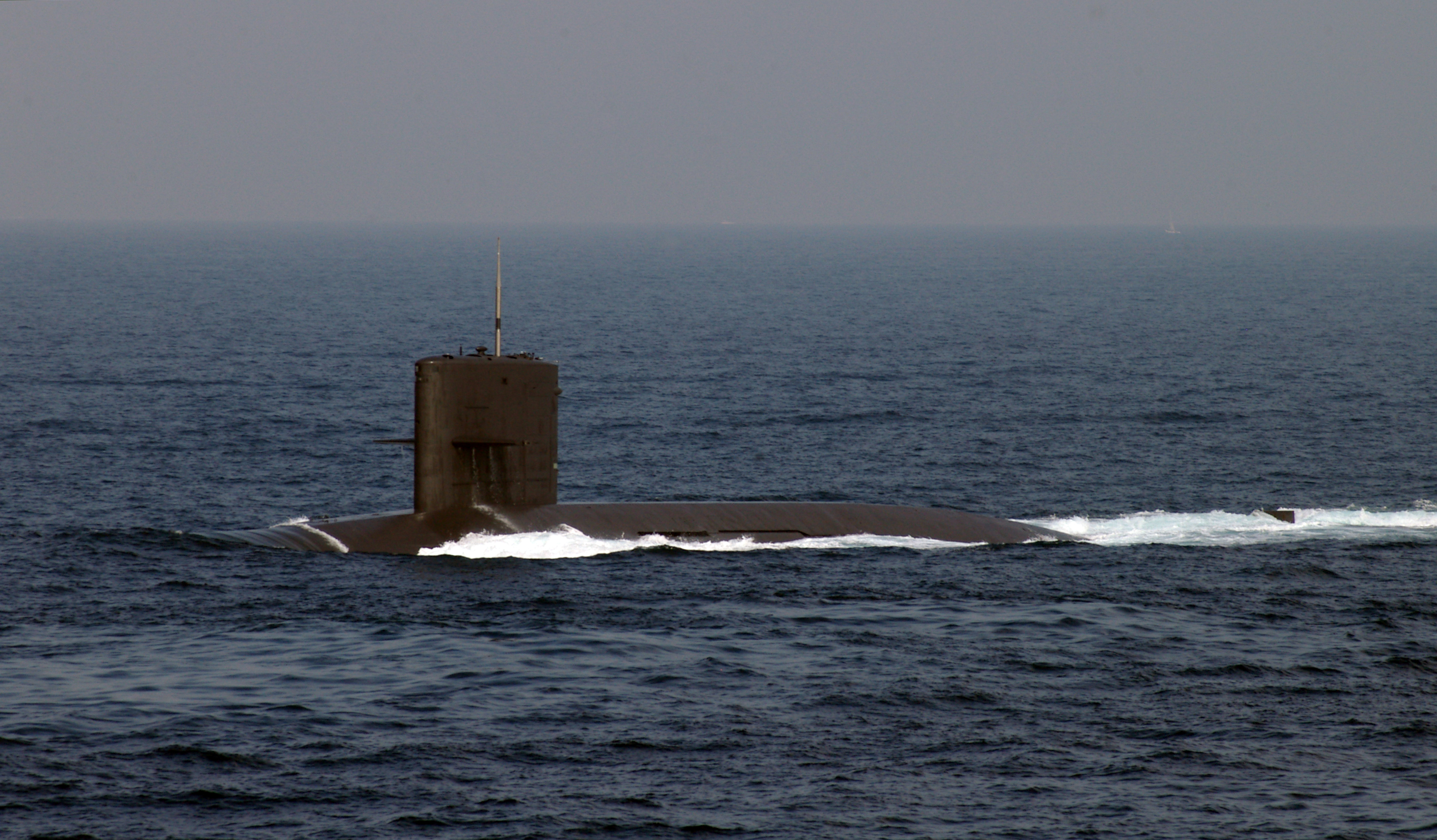
浮上直後の「ゆきしお」